# Telèsfor (mitologia)
Telèsfor (grec antic: Τελεσφόρος) va ser, segons la mitologia grega, un déu menor de la curació representat sempre com un nen. Era possiblement fill d'Asclepi i sovint acompanyava la seva germana Higiea. Se'l representava com un nan i portava el cap sempre cobert amb una caputxa.
Simbolitzava la recuperació de la malaltia, ja que el seu nom grec significa 'el que és capaç de fer o de realitzar'. Les seves representacions es troben principalment a Anatòlia i al llarg del Danubi.
Telèsfor era un protector dels nens, i els antics himnes honoren i agraeixen a Telèsfor el fet de vetllar i afavorir el naixement dels nens amb salut. Se'l representa també com la divinitat protectora d'una fraternitat àtica a unes llistes datades al segle iii. Les estatuetes trobades en dues tombes infantils a Estobi, del segle ii aC, representen a Telèsfor amb un nen i es creu que la creença era que protegia els nens fins i tot després de la mort.
Telèsfor era el fill petit d'Asclepi, el déu de la medicina. Va tenir cinc germanes més grans, Iaso, Higiea, Panacea, Aceso i Egla. Se'l representa amb freqüència acompanyant la seva germana Higiea a les estàtues. Telèsfor, Higiea i Asclepi es troben sovint tots tres en inscripcions i monedes.
Telèsfor tenia noms diferents segons les regions. Al Santuari d'Asclepi a Titane, l'estàtua del déu s'anomena Euamerion. A Epidaure, l'estàtua porta el nom d'Acesis, que significa cura, i a Pèrgam, s'anomena Telèsfor.